# Valenciennea wardii
Valenciennea wardii es una especie de peces de la familia de los Gobiidae en el orden de los Perciformes.

## Morfología
Los machos pueden llegar a alcanzar los 15 cm de longitud total.

## Hábitat
Es un pez de mar y, de clima tropical (22 °C-27 °C).

## Distribución geográfica
Se encuentra en Australia, la China, Indonesia, el Japón, las Maldivas, Nueva Caledonia, Papúa Nueva Guinea , las Filipinas, las Seychelles, Sudán, Taiwán, Tanzania, Tailandia y el Vietnam.

## Observaciones
Es inofensivo para los humanos.